# Etherborn
Etherborn — это инди-игра, созданная независимой студией разработчиков видео-игр Altered Matter из Каталонии. Выход игры состоялся 18 июля 2019 года на платформах OS X, Windows, Xbox One, PlayStation 4 и Nintendo Switch. Игрок управляет безымянным созданием, которое путешествует по лабиринтам, способным менять направление гравитации. Игрок должен собирать сферы и находить путь к выходу их лабиринтов.
Разработка игры велась в Барселоне (Каталония). Команда исходила из идеи создать игру-платформер, меняющую направление гравитации, а также предлагающую минималистскую, но красивую визуальную эстетику, как в Monument Valley или Journey. Команда также получила финансовую поддержку со стороны FoxNext и Microsoft.
Игра получила смешанные оценки со стороны критиков. По версии агрегатора Metacritic средняя оценка Etherborn варьируется 75 до 62 баллов в зависимости от платформы. Рецензенты похвалили Etherborn за её визуальную эстетику и дизайн уровней, тем не менее критике подверглась невозможность вращать камерой, из-за чего некоторые критики дезориентировались во время прохождения и в итоге занизили общую оценку игре.

## Игровой процесс
Согласно сюжету, игрок управляет безликой и недавно созданной фигурой, которая следует зову неизвестного женского голоса и хочет понять, какова её цель, начиная своё путешествие. Сами уровни представлены огромным древом, порталы к уровням располагаются на ветвях древа и для открытия доступа к новым уровням необходимо пройти предыдущий уровень. Сам персонаж может ходить, бегать и прыгать.
Всего в игре представлено пять уровней. Персонаж путешествует по платформам, особенность игры заключается в том, что направление гравитации связано с позицией самого героя. На некоторых платформах есть особые склоны-переходы, позволяющие перейти на другую сторону поверхности, а значит поменять направление гравитации. Сами уровни представляют собой лабиринт-головоломку, где игрок должен перемещаться по поверхностям, прыгать и находить правильный путь. Если герой оступается, он падает и игра перезагружается на последней точки сохранения. Цель игрока — собрать светящиеся сферы и активировать их на особых платформах, которые открывают путь к дальнейшим уровням. Иногда сферы требуется забирать обратно и активировать их на новых стелах.
На разных уровнях встречаются разного рода опасности или ограничения. Например, имеется уровень с кислотной водой, которая убьёт героя при контакте. Также имеются уровни с выскакивающими платформами, которые преграждают путь герою, или же выступают платформами для перемещения. Когда игрок проходит игру, ему открывается доступ к сложному режиму, где сферы располагаются в более недоступных местах, требующих от игрока прибегать к более сложному логическому мышлению.

## Разработка и выпуск
Разработкой игры занималась Altered Matter, студия независимых разработчиков видеоигр из Барселоны (Каталония). Etherborn была их дебютным проектом. Предметом вдохновения для проекта послужили такие игры, как Journey, Super Mario 64, Mario Galaxy и Monument Valley, Сэмюэль Коэн, креативный директор Altered Matter заметил, что каждый из команды разработчиков хотел отразить в игре свои личные взгляды и предпочтения. Etherborn также должна была стать средством художественного самовыражения, чтобы разработчики могли в будущем признаться, что «сумели сделать что-то значимое». Уже на раннем этапе разработки команда решила связать игровой процесс со смещением гравитации и поэтому работали над игровой механикой одновременно с работой над художественным стилем, историей и музыкальным сопровождением. Команда в том числе вдохновлялась такими известными художниками XX и XXI веков, как Казимир Малевич, Ольга Розанова, Эдуардо Чильида и другие архитектуры и художники-инсталляторы.
Основная трудность при разработке была связана с сохранением баланса между дизайном уровней, головоломок и художественной эстетикой. С одной стороны игра должна была оставаться визуально прекрасной, чтобы игрок хотел изучить игровой мир во всех его деталях, с другой стороны игра должна была предоставлять увлекательные головоломки, сложные для решения. Также команде пришлось много раз переделывать уровни, чтобы игроки не сталкивались с неразрешимыми ситуациями и не попадали в ловушки. Чтобы иметь более чёткое представление об уровнях, Сэмюэль вначале создавал модели из конструктора LEGO. Сэмюэль также заметил, что при создании видеоигры разработчик должен прежде всего думать о наложенных ограничениях, например той же гравитации в классическом понимании, однако когда гравитационных направлений становится шесть, то «это становится источником головной боли». Но такую проблему можно решить другими ограничениями, например линейностью игры, или связать движения с выносливостью. Тем не менее, смысл игры Etherborn заключался в создании двусмысленных и подающихся исследованию сцен, которые работают как навигационные головоломки, в итоге каждый игрок может играть в Etherborn в своём темпе, порой проводя часы времени на поиск нужного пути. Сама игра призвана побуждать игроков к восприимчивости, а Сэмюэль заметил, что для слишком упрямых игроков, стремящихся находить правильные пути и решения, игра может стать более сложной и, наоборот, лёгкой для тех, кто старается просто исследовать окружающее пространство, визуализировать ландшафт в своих мыслях и пробовать альтернативы, если их первые идеи не дали результата. Таким образом, игра поощряет не торопиться, экспериментировать и выяснять все медленнее.
Команда разработчиков также заручилась поддержкой со стороны компании FoxNext, подразделения 20th Century Studios, которая помогла команде в заключительных этапах разработки, а также портировать Etherborn на несколько игровых платформ. Игра была впервые продемонстрирована на мероприятии «Barcelona Games World», организованной ID @ Xbox, где свои игры демонстрировали независимые разработчики при финансовой поддержке Microsoft. Затем Etherborn была продемонстрирована на выставке E3 2019. Выход игры состоялся 18 июля 2019 года на PlayStation 4, Xbox One, ПК и Nintendo Switch. Etherborn также выиграла ряд премий и наград, в частности в категории «Indie Arena Booth» на мероприятии Gamescom, как лучшая художественная игра на инди-саммите Валенсии и других мероприятиях.

## Музыка
Автором музыкального сопровождения выступил Габриэль Гарридо Гарсиа, который признался, что написание музыки к Etherborn стало своего рода спасением для его души, так как в это время композитор переживал тяжёлые времена в своей жизни. Гарсиа заметил, что старался передать через музыку то чувство, что испытал, когда впервые опробовал игру, — идею того, что жизнь дарит хорошие и плохие моменты, и человек является кульминацией всего, что с нами произошло. В начале игры, после «рождения» героя, музыка передаёт «чистое» звучание струнных инструментов и постепенно переходит к тёмным гармониям, символизируя приближающуюся к концу жизнь на заключительных этапах игры.
Саундтреки к игре были собраны в альбом, вышедший 14 февраля 2020 года.
| №   | Название                                   | Автор(ы)                | Длительность |
| --- | ------------------------------------------ | ----------------------- | ------------ |
| 1.  | «Main Title»                               | Габриэль Гарридо Гарсиа | 1:15         |
| 2.  | «Birth»                                    | Габриэль Гарридо Гарсиа | 1:38         |
| 3.  | «The Endless Tree - First Vision»          | Габриэль Гарридо Гарсиа | 1:36         |
| 4.  | «The Endless Tree - Second Vision»         | Габриэль Гарридо Гарсиа | 1:36         |
| 5.  | «The Endless Tree - Third Vision»          | Габриэль Гарридо Гарсиа | 1:24         |
| 6.  | «The Endless Tree - Fourth Vision»         | Габриэль Гарридо Гарсиа | 2:02         |
| 7.  | «Shapes of a Memory - The First Memory»    | Габриэль Гарридо Гарсиа | 1:35         |
| 8.  | «Shapes of a Memory - Discovering»         | Габриэль Гарридо Гарсиа | 2:04         |
| 9.  | «Shapes of a Memory - Remembrance»         | Габриэль Гарридо Гарсиа | 1:34         |
| 10. | «Shapes of a Memory - Back to the Endless» | Габриэль Гарридо Гарсиа | 1:42         |
| 11. | «Desert of the Mind»                       | Габриэль Гарридо Гарсиа | 7:53         |
| 12. | «Structured Thoughts»                      | Габриэль Гарридо Гарсиа | 8:35         |
| 13. | «The Longing of the Stones»                | Габриэль Гарридо Гарсиа | 6:44         |
| 14. | «The Yellow Room»                          | Габриэль Гарридо Гарсиа | 1:24         |
| 15. | «Ending»                                   | Габриэль Гарридо Гарсиа | 7:05         |
| 16. | «Credits»                                  | Габриэль Гарридо Гарсиа | 2:19         |
| 17. | «Main Title (Second Version)»              | Габриэль Гарридо Гарсиа | 2:00         |
| 18. | «Shapes of a Memory (Part B)»              | Габриэль Гарридо Гарсиа | 1:18         |
| 19. | «Announcement Trailer»                     | Габриэль Гарридо Гарсиа | 1:19         |
| 20. | «Rebirth Trailer»                          | Габриэль Гарридо Гарсиа | 1:29         |
| 21. | «Launch Trailer»                           | Габриэль Гарридо Гарсиа | 1:40         |

## Критика
| Сводный рейтинг      | Сводный рейтинг                                            |
| Агрегатор            | Оценка                                                     |
| -------------------- | ---------------------------------------------------------- |
| Metacritic           | 69/100 (ПК) 75/100 (PS4) 71/100 (Xbox One) 62/100 (Switch) |
| Иноязычные издания   |                                                            |
| Издание              | Оценка                                                     |
| GameSpace            | 9/10                                                       |
| IGN Spain            | 8/10                                                       |
| PlayStation Universe | 7,5                                                        |
| GameSpot             | 60 %                                                       |
| GameCritics          | 45 %                                                       |

Оценки игры можно охарактеризовать, как в целом смешанные. По версии агрегатора Metacritic средняя оценка Etherborn варьируется 75 до 62 баллов в зависимости от платформы.
Часть критиков оставили положительные оценки об игре. Например, представитель сайта Gaming Trend заметил, что его всегда интересовало то, как видеоигры принимали существующие концепции и играли с ними, будь это жанр, стиль или игровой процесс. А идея игры с гравитацией звучит сама по себе увлекательно, и Etherborn в полной мере использовала эту идею в своих головоломках. Критик заметил, что благодаря этому прохождение уровней выглядит нелинейным и побуждает игрока изучать буквально каждый уголок уровня и мыслить «вне рамок». Критик также назвал визуальный стиль игры «потрясающим», он признался, что редко бегал, так как хотел дольше наслаждаться эстетикой уровней. Игра грамотно использует цветовую палитру, чтобы подчеркнуть сверхъестественный дух игрового мира. Представитель сайта Nintenderos заметил, что если история, возможно не является сильной стороной Etherborn, то «её игровой процесс определённо можно оценить на 10 баллов». Критик заметил, что у игры нет своей кривой сложности, поэтому игрок должен сразу же понять игру, чтобы играть в неё. Хотя графика с точки трения критика явно простая, тем не менее она визуально приятная. Хотя саундтрек, по его мнению, не лучший пример в инди-игре, тем не менее он способствует погружению в расслабляющую атмосферу игры. Представитель сайта IGN предупредил, что несмотря на свою визуальную красоту Etherborn в вопросе головоломок достаточно сложная игра, которая требует от игрока большого терпения и нестандартного мышления. Критик отметил, порой игрок будет оказываться в замешательстве, но и будет приятно удивлён, когда найдёт кажется невидимый выход из ситуации. Сама крайне простая игровая механика контрастирует с её изысканным дизайном уровней, фактически манипуляция гравитации придаёт уровням несколько слоёв. Визуальный дизайн, сочетающий минимализм и приятную эстетику делает Etherborn индивидуальной и не похожей на остальные игры.
Другая часть критиков оставила смешанные или сдержанные отзывы. Например, представитель сайта Impulsegamer с одной стороны похвалил игру за её дизайн уровней и визуальную эстетику, однако обратил внимание на то, что впечатление от игры буквально «убивается» об перемещение камеры. Критик заметил, что из-за невозможности вращать камеру он часто запутывался на уровнях и не мог понять, каким образом ему добраться до сферы. Также критика раздражала музыка, заметив, что надолго застряв на уровне, игрок начнёт замечать, как мелодия циклично повторяется. Аналогичное мнение оставил критик сайта Gamecritis, который заметил, чтп впечатление от игры у него испортила не вращающаяся камера, из-за которой в итоге слишком легко дезориентироваться и застрять на уровне без возможности передвижения. В итоге рецензент заметил, что решение затруднить прохождение с помощью ограничения камеры, а не усложнения головоломок было достаточно дешёвым приёмом, сделав Etherborn амбициозным, но неудавшемся проектом. Критик японского раздела IGN увидел явное влияние таких игр, как Echochrome и Monument Valley и назвал Etherborn характерным представителем своего игрового жанра, помещающего игрока в красивый сюрреалистический мир, наполненный неестественными явлениями. Тем не менее, впечатление от игры у критика испортила слишком неясная и бессмысленная история, а также слишком малое количество представленных уровней.